# Oreophryne insulana
Oreophryne insulana es una especie de anfibio anuro de la familia Microhylidae.

## Distribución geográfica
Originaria del oeste de las islas de Entrecasteaux y la zona próxima de Nueva Guinea (Papúa Nueva Guinea).